# سیدنی بوم
سیدنی بوم (انگلیسی: Sydney Boehm؛ زاده ۱۹۰۸ درگذشته ۱۹۹۰) یک فیلم‌نامه‌نویس اهل ایالات متحده آمریکا بود.